# Gawang
Chödje Lama Gawang Rinpoche (ca. 1927, Oost-Tibet - 6 september 2014 (Hantum), Nederland) was een Tibetaans geestelijke uit de karma kagyütraditie van het Tibetaans boeddhisme. In 1986 stichtte hij het klooster Karma Deleg Chö Phel Ling in het Noord-Friese Hantum.
Hij wordt gezien als hoogste vertegenwoordiger van het Tibetaans boeddhisme in Nederland, wat duidelijk werd toen koningin Beatrix hem in 2005 uitnodigde om aanwezig te zijn tijdens haar 25-jarig regeringsjubileum. Zijn activiteiten strekten zich ook uit tot naburige landen.
Lama Gawang was een zeer ervaren rituele en retraite-master met grondige kennis van de Tibetaanse astrologie en geomantie.
De crematieplechtigheid na zijn overlijden verliep volgens Tibetaans-Boeddhistische traditie.

## Chodje Lama Gawang Rinpoche
Chödje (Heer van de Dharma) Lama Gawang Rinpoche was en blijft van onbeschrijfelijke betekenis voor het centrum en zijn leerlingen. In de 40 jaar dat hij in Nederland was, bouwde hij eigenhandig de retraitecentrum en stoepa. Hij speelde een cruciale rol in het introduceren van boeddhisme in Nederland. Op vaardige wijze begeleide hij vele leerlingen op hun pad en heeft hen ten diepste geraakt. Het centrum is een manifestatie van zijn toewijding en missie. 
Lama Gawang Rinpoche had een zeer speciale band met alle dieren en beschikte over vaardige manieren om voor hen te zorgen. In zijn liefde, leek hij geen onderscheid te maken tussen dieren en mensen.
Lama Gawang Rinpoche stond bekend als bruggenbouwer die goede contacten onderhield met maatschappelijke organisaties zoals kerken, gemeenten, scholen enz. Zijn boodschap was eenvoudig: probeer steeds het goede en het juiste te doen vanuit mededogen met alle levende wezens. Lama Gawang Rinpoche benadrukte het belang van de religie die men van huis uit meekrijgt en vooral van het toepassen ervan in het dagelijks leven.
Lama Gawang Rinpoche was ook een begaafde kunstenaar en creator. Hij bracht met zich mee de onschatbare kennis van het oude Tibet. Het centrum is een manifestatie van zijn vele kwaliteiten en vaardigheden. Zo was hij boeddhistisch architect, metselaar, beeldhouwer ( zoals alle kleine buddha beeldenen ornamenten in de stupa), kunstschilder, timmerman en fabriceerde hij kleden en versieringen in de mooiste brokaten en stoffen. Daarnaast was hij medicijnman en Tibetaans astroloog.
Geboren in 1928 in Oost-Tibet, is Lama Gawang Rinpoche reeds in zijn kinderjaren tot het klooster toegetreden. In 1959 vluchtte hij naar India waar hij vele jaren in een grot eenzaam heeft gemediteerd. In 1976 is Lama Gawang Rinpoche op verzoek van ZH de 16e Karmapa naar Nederland gezonden om tegemoet te komen aan de groeiende belangstelling voor boeddhisme.
Op zaterdag 6 september 2014 is Lama Gawang Rinpoche overleden. Hij is 86 jaar oud geworden. Na zijn overlijden verkeerde Lama Gawang Rinpoche drie dagen in wat Thukdam meditatie heet. Een teken van uitzonderlijke realisatie.